# Verwaltungsgemeinschaft Zellertal
Die Verwaltungsgemeinschaft Zellertal im niederbayerischen Landkreis Regen wurde im Zuge der Gemeindegebietsreform am 1. Mai 1978 gegründet und zum 1. Januar 1980 bereits wieder aufgelöst.
Ihr gehörten die Gemeinden Arnbruck und Drachselsried an.
Sitz der Verwaltungsgemeinschaft war Arnbruck.